# 特定枠
特定枠（とくていわく）とは、選挙における比例代表制において比例名簿順位の枠組みの一つ。事前に順位を決めない非拘束名簿式を基本としつつ、政党等が優先的に当選させたい候補を上位に指定する拘束名簿式の要素を加えている。行政等では「優先的に当選人となるべき候補者」として表記される。

## 概要
政党内で決めた比例名簿の順位に優先的に当選させたい候補(複数の場合は順位付けがされる)については個人名の得票に関係なく、政党が獲得した議席数に応じて優先的に当選人となる。特定枠がある場合、政党の当選者の数は特定枠の人数より多ければ、残りの枠内で個人名の得票数が多い順に当選者が決まり、政党枠の当選者数が特定枠の人数を越えなければ、非拘束者名簿の候補はどれだけ多く得票しても当選できないことになる。
特定枠に掲載された候補者は選挙事務所や選挙ポスターの設置、個人演説会の開催といった候補者名を冠した選挙運動を行うことができない。個人名で投票された票は政党票として数えられる。政党枠の制度を用いるかは各党に任意である。これによって参議院比例区では特定枠を使った政党等については拘束名簿式と非拘束名簿式の両方が混合することになった。特定枠の人数に制限はないため、1人を除いてすべての候補を特定枠に設定し、事実上の厳正拘束名簿式にすることも可能である。

## 導入の経緯
参議院選挙区（旧地方区）における一票の格差の問題で2012年10月17日に最高裁判所が一票の格差について違憲状態としつつ都道府県単位を選挙区とする参議院議員の選挙制度に否定的見解を述べた。これを受け第189回国会で公職選挙法が改正され4県を合区して2つの参議院合同選挙区が創設され、2016年の第24回参議院議員通常選挙から実施された。この選挙で第一与党の自民党は鳥取県・島根県選挙区では自民党島根県連所属の青木一彦を、徳島県・高知県選挙区では自民党徳島県連所属中西祐介をそれぞれ選挙区の候補として擁立する一方で、自民党鳥取県連所属の竹内功と自民党高知県連所属の中西哲は参議院比例区から擁立することとなった。通常は自民党の参議院比例名簿は五十音順であるが、合区対象の県の比例当選を優先させるべく、例外的に自民党高知県連所属の中西哲が1番目、自民党鳥取県連所属の竹内が比例名簿順位2番目と目立つように記載された。自民党からは選挙区では自民党島根県連所属の青木一彦と自民党徳島県連所属の中西祐介が当選し、比例区では自民党高知県連所属の中西哲が当選したものの、自民党鳥取県連所属の竹内功は落選した（なお、竹内は選挙から5年3か月後の2021年10月に繰り上げ当選という形で参議院議員となった）。
そこで選挙区の合区により参議院に選出されない可能性がある県の代表者を参議院に確実に輩出することを意図した自民党の意向が反映された改正公職選挙法が第196回国会で成立したことにより、2019年の第25回参議院議員通常選挙から導入されることとなった。

## 適用例と選挙結果
初めて適用された2019年の第25回参議院議員通常選挙では、自由民主党は2名・れいわ新選組は2名・労働の解放をめざす労働者党は1名がこの制度を利用し、自由民主党2名（特定枠1位：三木亨、特定枠2位：三浦靖）、れいわ新選組2名（特定枠1位：舩後靖彦、特定枠2位：木村英子）が当選した。
2022年の第26回参議院議員通常選挙では、自由民主党は2名・れいわ新選組は1名・ごぼうの党は8名がこの制度を利用し、自由民主党2名（特例枠1位：藤井一博、特定枠2位：梶原大介）、れいわ新選組1名（特定枠1位：天畠大輔）が当選した。
2025年の第27回参議院議員通常選挙では、自由民主党は2名・れいわ新選組は1名がこの制度を利用し、自由民主党2名（特例枠1位：舞立昇治、特定枠2位：福山守）、れいわ新選組1名（特定枠1位：伊勢崎賢治）が当選した。

## 問題点
弁護士グループが「当選枠では投票者の意思と無関係に議員が選ばれることになり、憲法に違反する」と主張して選挙無効を求めた訴訟では、2020年10月23日に最高裁判所は「投票者の総意で当選者が決まる点は、候補者個人を直接選ぶやり方と変わらず、憲法に違反しない」として合憲判決を出し、原告の請求を棄却している。
比例代表の場合は、個人得票数も政党票にカウントされて議席獲得が配分されるため、候補者個人の得票数で稼いでも特定枠が設定されている場合はその候補者が優先されて議席を得ることで、民意を反映しないとの指摘がある。実例として2019年の参院選でれいわ新選組が前述の通り、1位に舩後、2位に木村を特定枠に配し、代表の山本太郎は特定枠を用いず立候補したが、投票結果ではれいわ新選組は2議席（政党名得票と候補者名得票の合算：2,280,252票）を得たものの、特定枠の舩後と木村が議席を獲得した一方で、山本は個人得票数で991,756票（れいわ新選組全体で得た得票数の43.49%）を獲得しながら落選となっている。
また、特定枠で当選した議員が退職した場合、特定枠での次点者がいない場合は、通常の得票数上位の次点者が繰り上げ当選となる。2019年の参院選で当選した三木亨が同年4月に予定される2023年徳島県知事選挙への立候補準備のため、2023年1月12日に参議院議員を辞職したが、この三木の行動に対しては三木が所属している自民党徳島県連を含む特定枠の対象となっている各県連から「特定枠創設に至るまでの経緯や努力を無にしかねない」「参議院自民党及び党本部の組織全体、さらには参議院選挙制度そのものへの重大な影響を及ぼす恐れがある」と再考を求める意見や、世耕弘成参議院自民党幹事長からも「慎重な検討が必要だとの認識」との意見が出ている。三木の辞職で特定枠の繰り上げ当選対象者がいないため、個人得票順次点であった田中昌史が繰り上げ当選となったが、田中は北海道を拠点としている事から、自民党が本来目指した合区に伴う県の特定枠による救済措置にそぐわなくなるという指摘があるためである。